# كأس رابطة الأندية الإنجليزية المحترفة 2007–08
كأس رابطة الأندية الإنجليزية المحترفة 2007–08 (بالإنجليزية: 2007–08 Football League Cup) هو الموسم 48 من كأس رابطة الأندية الإنجليزية المحترفة. أشرف على تنظيمه الاتحاد الإنجليزي لكرة القدم، وكان عدد الأندية المشاركة فيه 92، وفاز فيه توتنهام هوتسبير.